# Der Krieg meiner Tochter
Der Krieg meiner Tochter (Originaltitel: La route d’Istanbul) ist ein Filmdrama des französischen Regisseurs Rachid Bouchareb, das zur Zeit des syrischen Bürgerkrieges spielt. Im Februar 2016 wurde der Film auf der Berlinale vorgestellt. Am 22. April 2016 lief er erstmals im Fernsehen auf Arte.

## Handlung
Die Belgierin Elisabeth Devolder reagiert als alleinerziehende Mutter sehr besorgt, als sie von den Behörden erfährt, dass ihre 18-jährige Tochter Elodie heimlich zum Islam konvertiert ist und in den Dschihad ziehen will. Mit der Unterstützung einer Freundin reist sie in die Türkei, wo Elodie – die sich nun Umsana nennt – zuletzt gesehen wurde. Per SMS teilt Elodie ihrer Mutter mit, dass sie zwischenzeitlich nach Syrien weitergereist ist. Mehrmals versucht Elisabeth daraufhin die Grenze nach Syrien zu überqueren, jedoch ohne Erfolg. In Syrien herrscht Krieg und die Grenzposten lassen nur humanitäre Hilfe ins Land. Zurück im türkischen Hotel in Hatay erfährt sie, dass Elodies kleine Reisegruppe von einer Drohne angegriffen wurde. Lediglich Elodie überlebte den Angriff, verlor dabei jedoch ihren rechten Unterschenkel. Elisabeth begibt sich umgehend in das Istanbuler Hospital, in das die Schwerverletzte eingeliefert wurde. Zu ihrem Entsetzen muss sie feststellen, dass Elodie sich weiterhin zu ihren Glaubensbrüdern hingezogen fühlt und keinerlei Bedürfnis verspürt gemeinsam mit ihrer Mutter nach Belgien heimzukehren.

## Hintergrund
Gedreht wurde in Belgien, Istanbul und in der westalgerischen Provinz Tlemcen.
Regisseur Rachid Bouchareb nach vor Drehbeginn umfangreiche Recherchen zum Thema Dschihad vor und führte Gespräche mit Eltern, deren Kinder sich der terroristischen Organisation Islamischer Staat angeschlossen hatten.

## Kritik
Nach Einschätzung des Filmdienstes sei der Film ein „bedrückend-konsequentes Drama, das seine Geschichte geradlinig und wohltuend schlicht erzählt und mit fast idyllischen Bildern einen gelungenen Kontrast zur Tragödie der hilflosen Hauptfigur setzt“.
Die Redaktion der Cinema nannte den Film „nüchtern, aber packend“.
„Berührend und mit viel Feingefühl widmet“ sich Regisseur Rachid Bouchareb nach Urteil von Amelie Heinz von teleschau – der Mediendienst, die das „bewegende Drama“ lobte, „den Gefühlen der verzweifelten Mutter, die ihr Kind nicht mehr wiedererkennt.“

## Synchronisation
Die deutschsprachige Synchronisation erfolgte durch die Synchronfirma TaunusFilm Synchron in Berlin Berlin, wobei Beate Klöckner für Dialogbuch und Dialogregie verantwortlich zeichnete.
| Rolle                | Schauspieler        | Synchronsprecher  |
| -------------------- | ------------------- | ----------------- |
| Elisabeth Devolder   | Astrid Whettnall    | Katrin Zimmermann |
| Elodie Devolder      | Pauline Burlet      | Kristina Tietz    |
| Julie                | Patricia Ide        | Sabine Arnhold    |
| Christelle           | Consolate Sipirius  | Anne Helm         |
| Belgischer Ermittler | Jean-Marc Delhausse | Dirk Bublies      |
| Belgische Polizistin | Safya Latreche      | Claudia Gáldy     |
| Monsieur Slimani     | Hamadi El Boubsi    | Tayfun Bademsoy   |
| Madame Slimani       | Rachida Chbani      | Artemis Chalkidou |
| Tunesierin           | Louisa Nehar        | Inaam Wali        |
| Grenzer              | Karim Hamzaoui      | Mehmet Yilmaz     |